# U 139 (Kaiserliche Deutsche Marine)
De U 139 was een Duitse onderzeeboot. De boot is op de Germaniawerf in Kiel gebouwd in opdracht van de Kaiserliche Marine, en was een van de grootste van zijn tijd.
Het werd Kapitänleutnant Schwieger gedoopt naar een gesneuvelde U-bootcommandant.
De onderzeeër werd aan het einde van de Eerste Wereldoorlog in de noordelijke Atlantische Oceaan ingezet, en kelderde op zijn enige oorlogsvaart drie vrachtschepen en een Portugese marine-trawler. Op 24 november 1918 werd hij aan Frankrijk uitgeleverd, waarna hij van 6 oktober 1921 tot 24 juli 1935 onder de naam Halbronn in de Franse Marine dienstdeed. In 1936 werd hij verschroot.